# Human Reproduction Update
Human Reproduction Update, abgekürzt Hum. Reprod. Update, ist eine wissenschaftliche Fachzeitschrift, die vom Oxford-University-Press-Verlag im Auftrag der European Society of Human Reproduction and Embryology veröffentlicht wird. Derzeit erscheint die Zeitschrift mit sechs Ausgaben im Jahr. Es werden Übersichtsarbeiten aus allen Bereichen der menschlichen Reproduktion veröffentlicht.
Der Impact Factor lag im Jahr 2014 bei 10,165. Nach der Statistik des ISI Web of Knowledge wird das Journal mit diesem Impact Factor in der Kategorie Geburtshilfe und Gynäkologie an erster Stelle von 79 Zeitschriften und in der Kategorie Reproduktionsbiologie an erster Stelle von 30 Zeitschriften geführt.